# Martin Jander
Martin Jander (geboren am 21. Januar 1955 in Freiburg im Breisgau) ist ein deutscher Historiker, Politikwissenschaftler und Journalist. Seine Schwerpunkte in Forschung und Publikationen bilden die Geschichte der Opposition in der DDR sowie die verschiedenen Terrorismen in der Bundesrepublik mit ihren internationalen Verbindungen.

## Leben
Martin Jander wuchs in Freiburg, München, West-Berlin und Heidelberg auf. Er hat zwei jüngere Brüder, Andreas und Nikolaus Jander. Sein Vater war der Chemiker Joachim Jander und seine Mutter die Romanistin Renate Jander. Einer seiner Großväter war der Gaskriegsforscher Gerhart Jander. Der Bruder des Großvaters, Wilhelm Jander, war ein Freikorpssoldat und nationalsozialistischer Wissenschaftsfunktionär. Die Ehefrau des Großvaters, Johanna (Souchon) Jander, war mit dem Mörder Rosa Luxemburgs, Hermann Souchon verwandt und zeit ihres Lebens befreundet.
Martin Jander studierte Germanistik, Geschichte, Soziologie und Politikwissenschaft in den späten 1970er und frühen 1980er Jahren an der Freien Universität Berlin (FU). Während dieser Zeit knüpfte er in West-Berlin Kontakte zu Oppositionellen in der DDR und verfolgte deren Aktivitäten. 1984–1986 arbeitete er als Dozent für Gesellschaftspolitik und Geschichte der Gewerkschaftsbewegung an der DGB-Bundesschule in Hattingen, von 1989 bis 1990 als Gewerkschaftssekretär in der Abteilung Bildung beim ÖTV-Hauptvorstand. 1995 promovierte er mit seiner Dissertation zum Thema Formierung und Krise der DDR-Opposition am Otto-Suhr-Institut.
Von 1990 bis 1995 arbeitete er an der FU als wissenschaftlicher Mitarbeiter im Bereich Gewerkschaftsforschung des Zentralinstituts für sozialwissenschaftliche Forschung und von 1995 bis 2000 im Forschungsverbund SED-Staat. Seit 2001 ist er als freier Autor und Journalist tätig, unterrichtet deutsche und europäische Geschichte im Berliner Programm der Stanford University sowie im European Studies Programm der Freien Universität Berlin „FU-BEST“. Er forscht zur Geschichte des deutschen Linksterrorismus und seinen internationalen Verbindungen, ein Projekt, das bis 2017 von der Hamburger Stiftung zur Förderung von Wissenschaft und Kultur gefördert wurde.
Martin Jander bietet in Berlin und Potsdam historische Stadtführungen an. Er betreibt in Berlin die Stadtführungsagentur „unwrapping history“.
Seine journalistischen Artikel erscheinen in der TAZ, im Tagesspiegel, in HaGalil, fathom, Belltower.News, auf starke-meinungen.de und in der Jüdischen Allgemeinen.

## Veröffentlichungen
Bücher
- Theo Pirker über „Pirker“ – Ein Gespräch. SP-Verlag Schüren, Marburg 1988, ISBN 978-3-924800-55-0[6].
- Formierung und Krise der DDR-Opposition. Die „Initiative für unabhängige Gewerkschaften“ – Dissidenten zwischen Demokratie und Romantik (= Studien des Forschungsverbundes SED-Staat an der Freien Universität Berlin. Band 6). Akademie Verlag, Berlin 1996, ISBN 3-05-002987-0[7][8].

Herausgeber
- Mit Anetta Kahane: Gesichter der Antimoderne. Gefährdungen demokratischer Kultur in der Bundesrepublik Deutschland (= Interdisziplinäre Antisemitismusforschung. Band 12). Nomos Verlag, Baden-Baden 2020, ISBN 978-3-8487-6157-9[9].
- Mit Enrico Heitzer, Anetta Kahane, Patrice Poutrus: After Auschwitz. The difficult Legacies of the GDR. Berghahn Books, New York/Oxford 2021, ISBN 978-1-78920-852-8[10].
- Mit Anetta Kahane: Juden in der DDR. Jüdisch sein zwischen Anpassung, Dissidenz, Illusionen und Repression. Porträts. Hentrich & Hentrich Verlag, Leipzig 2021, ISBN 978-3-95565-465-8[11].

Bildungsmaterialien
- Berlin (DDR). Ein politischer Stadtspaziergang, Christoph Links Verlag, Berlin 2003, ISBN 978-3-86153-293-4[12]
- Mit Esther Dischereit: 1./2. Mai 1933 – Dokumentensammlung zur Ausstellung von Anna Adam: Fenster schließend geöffnet, Broschüre des DGB Berlin-Brandenburg, Berlin 2003
- Antisemitismus: erkennen und ächten, Unterrichtseinheit für Cornelsen Teach-Web, Aktualitätendienst Ethik, Februar 2008
- Mit Beate Niemann: NS-Verbrecher nach 1945 – Ein Beispiel: Bruno Sattler, in: Geschichte betrifft uns 6/2012, Aachen 2012

Buch- und Zeitschriftenbeiträge
- Mit Thomas Voß: Die besondere Rolle des politischen Selbstverständnisses bei der Herausbildung einer politischen Opposition in der DDR außerhalb der SED und ihrer Massenorganisationen in den 70er Jahren, in: Deutscher Bundestag (Hrsg.): Materialien der Enquete-Kommission Aufarbeitung von Geschichte und Folgen der SED-Diktatur in Deutschland, Neun Bände in 18 Teilbänden, Baden-Baden 1995, Band VII, 1, S. 896ff
- Helmut Eschwege – "Fremd unter Meinesgleichen", in: Vito Palmieri u. a. (Hrsg.): Durch den Horizont sehen – Lernen und Erinnern im interreligiösen Dialog, Berlin 2005, S. 193ff.
- Mit Susanne Bressan: Gudrun Ensslin, in: Wolfgang Kraushaar (Hrsg.): Die RAF und der linke Terrorismus, Hamburg 2006, Band 1, S. 398ff.
- Kultur der Aufrechnung, in: Wolfgang Benz (Hrsg.), Ein Kampf um die Deutungshoheit: Anatomie des Streits um die Gedenk- und Begegnungsstätte Leistikowstraße Potsdam, Berlin 2013, S. 125ff.
- German Leftist Terrorism and Israel: Ethno-Nationalist, Religious-Fundamentalist or Social-Revolutionary?, in: Studies in Conflict & Terrorism, Volume 38, 2015, Issue 6, pp. 456 - 477.

Artikel und Vorträge
- Mit Rainer Maischein: Wir, die Kinder der Mörder, in: Gewerkschaft Öffentliche Dienste, Transport und Verkehr (Hrsg.): Judenmord und öffentliche Verwaltung, Stuttgart o. J. (1993), S. 16ff. (online)
- Fallschirmjäger und Nachkriegspartisan – Nachruf auf Theo Pirker, in: express 1/1996, S. 8ff (online)
- Mit Rainer Maischein: Renationalisierung gegen westliche Demokratie, Anmerkungen zu einer Rede Bernd Rabehls vor der pflichtschlagenden Burschenschaft "Danubia", in: Express 2/1999 (online)
- Waagschalen-Mentalität: Kontroverse Positionen zum Gedenkstättenstreit in Sachsen und zu einem vorläufig zurückgezogenen Antrag der CDU/CSU im Bundestag, in: DASH, Dossier 11, Erinnerungskultur (Sommer 2004).(online)
- Antisemitism and Anti-Zionism in West-Germany in the 1970s: Lessons for Today, in: fathom, Summer 2017 (online)
- Unvollendete Republik: Erinnerungsabwehr, Schuldumkehr, Terror – Antisemitische Propaganda und Terror gegen Anetta Kahane sowie die 1998 von ihr gegründete Amadeu Antonio Stiftung, Vortrag für die German Studies Association im Herbst 2021 (online)